# Zona de desarrollo de Tianjin
La Zona de desarrollo económico y tecnológico de Tianjin (en chino:天津经济技术开发区,pinyin:Tiānjīn jīngjì jìshù kāifā qū,abreviado como TEDA por sus siglas en inglés ,en chino:泰达,pinyin:tài dá,literalmente:paz y prosperidad) Es el principal Mercado libre ubicado en el distrito de Tanggu del Nuevo distrito de Binhai en la municipalidad de Tianjin, República Popular China. Se formó a finales de 1984 y actualmente tiene más negocios extranjeros que la misma Shanghái.

## Historia
La Zona de desarrollo económico y tecnológico fue creada a finales de 1984. Desde 1997, el Ministerio de Comercio (MOFCOM, el antiguo Ministerio de Economía y Comercio Exterior) inició una evaluación global sobre el entorno de inversión de todas las zonas de desarrollo a nivel nacional, que abarca ocho indicadores principales, como fuerza económica general, infraestructura, costos de operación, recurso humano,oferta, sociedad y el medio ambiente,entonces esta región especial impulsaría una economía local y así durante 12 años consecutivos, TEDA encabezó la lista como lugar de inversión líder en China y Asia-Pacífico en general.
TEDA, que se pronuncia casi igual en chino, es una vasta zona de la playa que contiene un puerto, edificios comerciales, zonas residenciales urbanas, y una extensa red de transporte. TEDA contiene también el Estadio de Fútbol TEDA, utilizado por el equipo de fútbol Tianjin Teda.

## Clima
| Parámetros climáticos promedio de Tianjin (1971–2000) | Parámetros climáticos promedio de Tianjin (1971–2000) | Parámetros climáticos promedio de Tianjin (1971–2000) | Parámetros climáticos promedio de Tianjin (1971–2000) | Parámetros climáticos promedio de Tianjin (1971–2000) | Parámetros climáticos promedio de Tianjin (1971–2000) | Parámetros climáticos promedio de Tianjin (1971–2000) | Parámetros climáticos promedio de Tianjin (1971–2000) | Parámetros climáticos promedio de Tianjin (1971–2000) | Parámetros climáticos promedio de Tianjin (1971–2000) | Parámetros climáticos promedio de Tianjin (1971–2000) | Parámetros climáticos promedio de Tianjin (1971–2000) | Parámetros climáticos promedio de Tianjin (1971–2000) | Parámetros climáticos promedio de Tianjin (1971–2000) |
| Mes                                                   | Ene.                                                  | Feb.                                                  | Mar.                                                  | Abr.                                                  | May.                                                  | Jun.                                                  | Jul.                                                  | Ago.                                                  | Sep.                                                  | Oct.                                                  | Nov.                                                  | Dic.                                                  | Anual                                                 |
| ----------------------------------------------------- | ----------------------------------------------------- | ----------------------------------------------------- | ----------------------------------------------------- | ----------------------------------------------------- | ----------------------------------------------------- | ----------------------------------------------------- | ----------------------------------------------------- | ----------------------------------------------------- | ----------------------------------------------------- | ----------------------------------------------------- | ----------------------------------------------------- | ----------------------------------------------------- | ----------------------------------------------------- |
| Temp. máx. media (°C)                                 | 1.8                                                   | 5.0                                                   | 11.7                                                  | 20.5                                                  | 26.1                                                  | 30.1                                                  | 31.0                                                  | 30.2                                                  | 26.3                                                  | 19.7                                                  | 10.6                                                  | 3.9                                                   | 18.1                                                  |
| Temp. mín. media (°C)                                 | −7.5                                                  | −4.9                                                  | 1.3                                                   | 8.9                                                   | 14.6                                                  | 19.7                                                  | 22.7                                                  | 21.9                                                  | 16.4                                                  | 9.3                                                   | 1.3                                                   | −4.9                                                  | 8.2                                                   |
| Precipitación total (mm)                              | 3.3                                                   | 4.0                                                   | 7.7                                                   | 20.9                                                  | 37.7                                                  | 71.1                                                  | 170.6                                                 | 145.7                                                 | 46.1                                                  | 22.7                                                  | 10.4                                                  | 4.1                                                   | 544.3                                                 |
| Días de precipitaciones (≥ 0.1 mm)                    | 1.8                                                   | 2.1                                                   | 2.9                                                   | 4.4                                                   | 6.0                                                   | 8.0                                                   | 12.4                                                  | 10.2                                                  | 6.0                                                   | 4.5                                                   | 3.5                                                   | 2.0                                                   | 63.8                                                  |
| Horas de sol                                          | 178.3                                                 | 176.9                                                 | 205.3                                                 | 229.8                                                 | 265.7                                                 | 251.2                                                 | 217.6                                                 | 223.3                                                 | 223.3                                                 | 211.1                                                 | 173.1                                                 | 166.2                                                 | 2521.8                                                |
| Humedad relativa (%)                                  | 56                                                    | 54                                                    | 53                                                    | 51                                                    | 56                                                    | 64                                                    | 76                                                    | 77                                                    | 68                                                    | 64                                                    | 63                                                    | 59                                                    | 61.8                                                  |
| Fuente: China Meteorological Administration           |                                                       |                                                       |                                                       |                                                       |                                                       |                                                       |                                                       |                                                       |                                                       |                                                       |                                                       |                                                       |                                                       |